# Боргозезія
Боргозезія, Борґозезія (італ. Borgosesia, п'єм. Ël Borgh Sesia) — муніципалітет в Італії, у регіоні П'ємонт, провінція Верчеллі.
Боргозезія розташована на відстані близько 550 км на північний захід від Рима, 85 км на північний схід від Турина, 50 км на північ від Верчеллі.
Населення — 12 982 особи (2014).
Щорічний фестиваль відбувається 29 червня. Покровитель — Santi Pietro e Paolo.

## Демографія
Населення за роками:

Станом на 1 січня 2023 року в муніципалітеті офіційно проживало 880 іноземців з 51 країни, серед них 84 громадяни країн Євросоюзу та 117 громадян України.

## Сусідні муніципалітети
- Брея
- Челліо
- Гриньяско
- Гуардабозоне
- Постуа
- Куарона
- Серравалле-Сезія
- Вальдуджа